# Плодопитомник (Казань)
Плодопитомник — посёлок (жилой массив) с малоэтажной застройкой в составе Казани.

## Территориальное расположение, границы

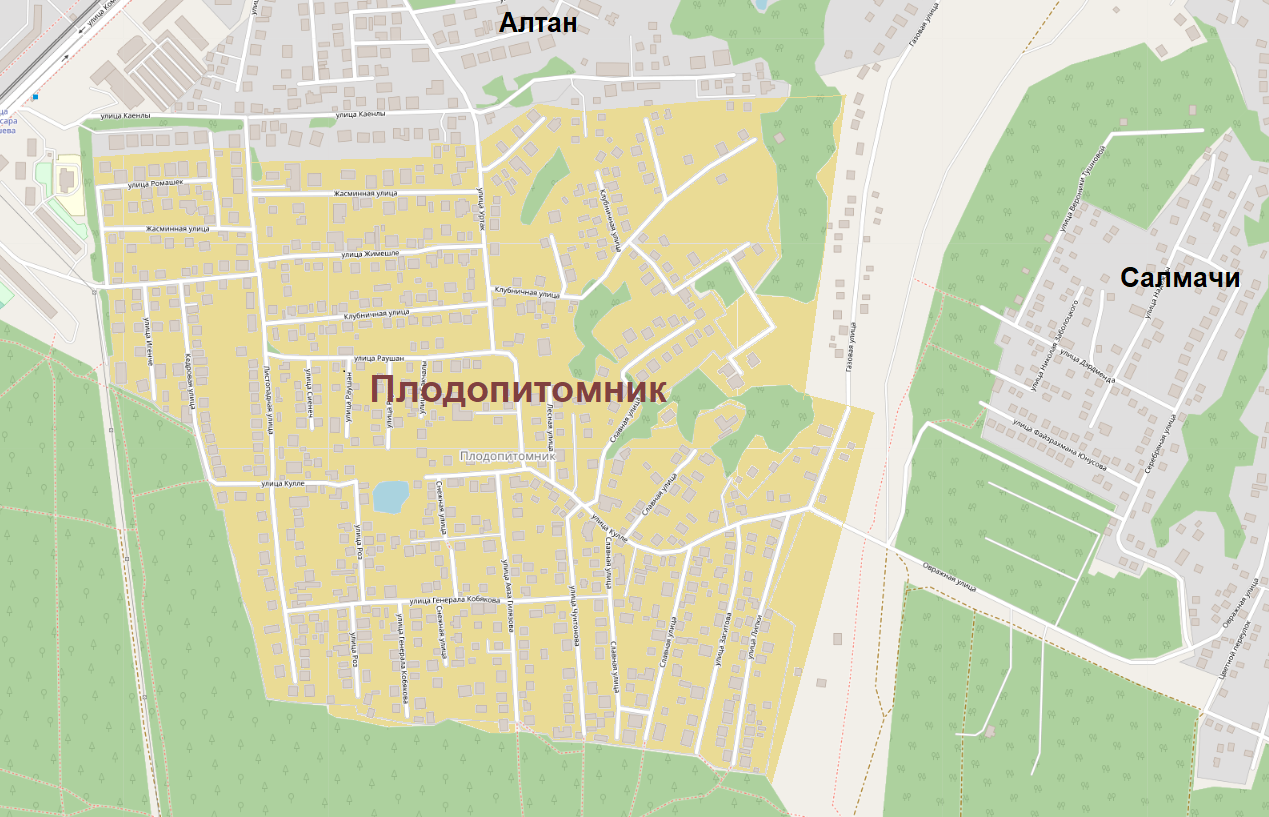
Карта посёлка Плодопитомник

Посёлок Плодопитомник находится в юго-восточной части Казани, на территории Приволжского района, вблизи крупного жилого района Горки.
Северная граница Плодопитомника проходит вдоль малоэтажных домовладений с адресацией по улице Каенлы, относящихся к посёлку (жилому массиву) Алтан. Восточная граница Плодопитомника сначала идёт вдоль домовладений с адресацией по улице Газовой, также относящихся к Алтану, затем проходит вдоль технического коридора трёх магистральных трубопроводов: газопровода высокого давления Миннибаево — Казань, этанопровода Миннибаево — Казань и этиленопровода Нижнекамск — Казань. Южная и юго-западная границы Плодопитомника проходят по кромке лесного массива, неофициально именуемого лесопарком «Дубрава», а его западная граница проходит вдоль лесополосы, отделяющей посёлок от территории высотной жилой застройки с чётной адресацией по улице Комиссара Габишева.

## Название
Посёлок (жилой массив) Плодопитомник унаследовал своё название от маленького поселения, находившегося на его территории в советский период, в котором располагалась контора агролесопитомника.

## История

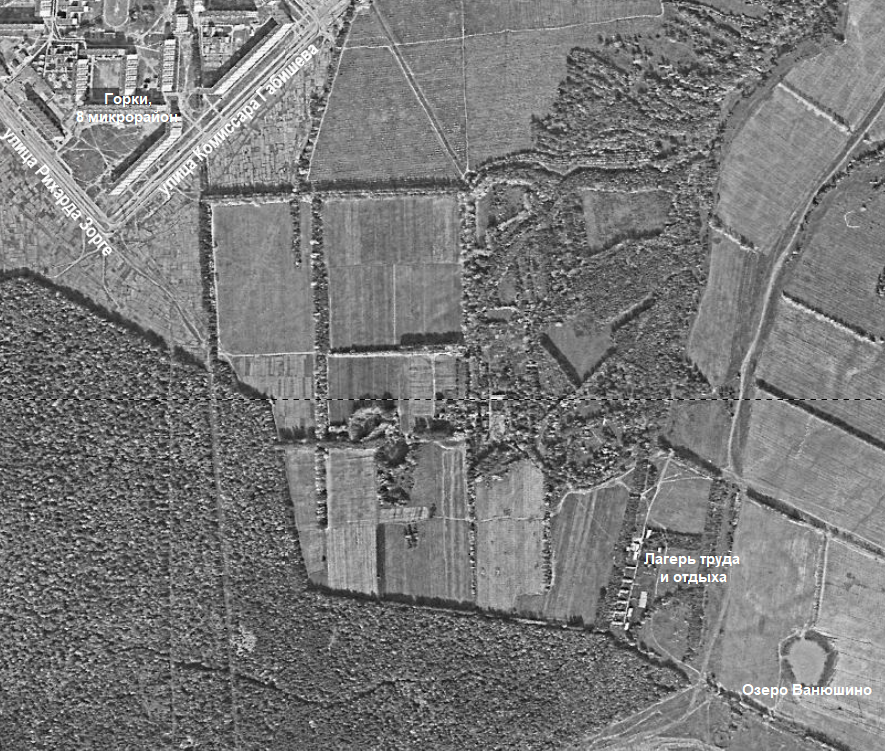
Территория нынешнего посёлка Плодопитомник до застройки (1982)

В советский период на территории нынешнего посёлка Плодопитомник находилось маленькое поселение, состоящее из нескольких домов, которое в довоенный период называлось Питомником лесоводства и садоводства; в административном отношении оно подчинялось Салмачинскому сельсовету Столбищенского района (данные на 1940 год).
Очень вероятно, что это поселение возникло на месте безымянного хутора, который обозначен на карте 1930 года. По состоянию на 1956 год указанное поселение официально именовалось Агролесопитомником, сохранив при этом подчинённость Салмачинскому сельсовету. Позже, однако, это поселение перестало упоминаться как составная часть Салмачинского сельсовета, вероятно, по причине утраты статуса населённого пункта. Тем не менее, на многих картографических изданиях 1970-х — 1980-х годов его продолжали обозначать как Казанский лесопитомник.
Поселение под названием Питомник лесоводства и садоводства возникло в связи с появлением на этой территории в 1930-х годах плантации плодовых деревьев. Примерно в начале 1970-х годов на этой же территории, но ближе к озеру Ванюшино, был построен детский лагерь труда и отдыха, состоявший из шести двухэтажных деревянных спальных помещений и административного корпуса. Этот лагерь функционировал в советское время, позже был заброшен, а затем разрушен. Сейчас на этом месте расположены домовладения посёлка Плодопитомник с адресацией по улицам Загитова и Липки.
Летом 2001 года территория Салмачинского местного самоуправления, в том числе земли будущего посёлка Плодопитомник, находившиеся в хозяйственном обороте агрофирмы «Салмачи», была включены в городскую черту Казани, в состав Приволжского района города. После этого начинается коттеджное строительство, в результате которого возник посёлок (жилой массив) Плодопитомник. В течение нескольких последующих лет была сформирована сеть улиц Плодопитомника (все они получили свои названия в 2001—2005 годах) и застроена бо́льшая часть его нынешней территории.
В процессе застройки посёлка Плодопитомник под малоэтажное строительство была передана территория, по которой генеральным планом Казани 1969 года планировалось проложить автомагистраль как продолжение улицы Рихарда Зорге в направлении выезда из города. Эта автомагистраль должна была отделить лесной массив, неофициально именуемый лесопарком «Дубрава» (его хотели превратить в парк), от района перспективной многоэтажной жилой застройки, который планировалось возвести на территории нынешнего Плодопитомника как продолжение жилого района Горки (микрорайоны 16, 17 и 18). Но эти планы не были реализованы. Вместо многоэтажной застройки появился коттеджный посёлок, в том числе на землях, по которым планировалось проложить автомагистраль, так как для неё не был зарезервирован территориальный коридор. Впрочем, идея строительства автомагистрали в продолжение улицы Рихарда Зорге сохраняет свою актуальность, хотя и в скорректированном виде. Генеральным планом Казани 2007 года была утверждена линия её прохождения по лесопарку «Дубрава» с огибанием территории застройки посёлка Плодопитомник с южной стороны, но с отдалённым сроком реализации строительства — к 2050 году. Генеральный план Казани 2020 года (со сроком реализации до 2040 года) подтвердил линию прохождения будущей автомагистрали в обход посёлка Плодопитомник.

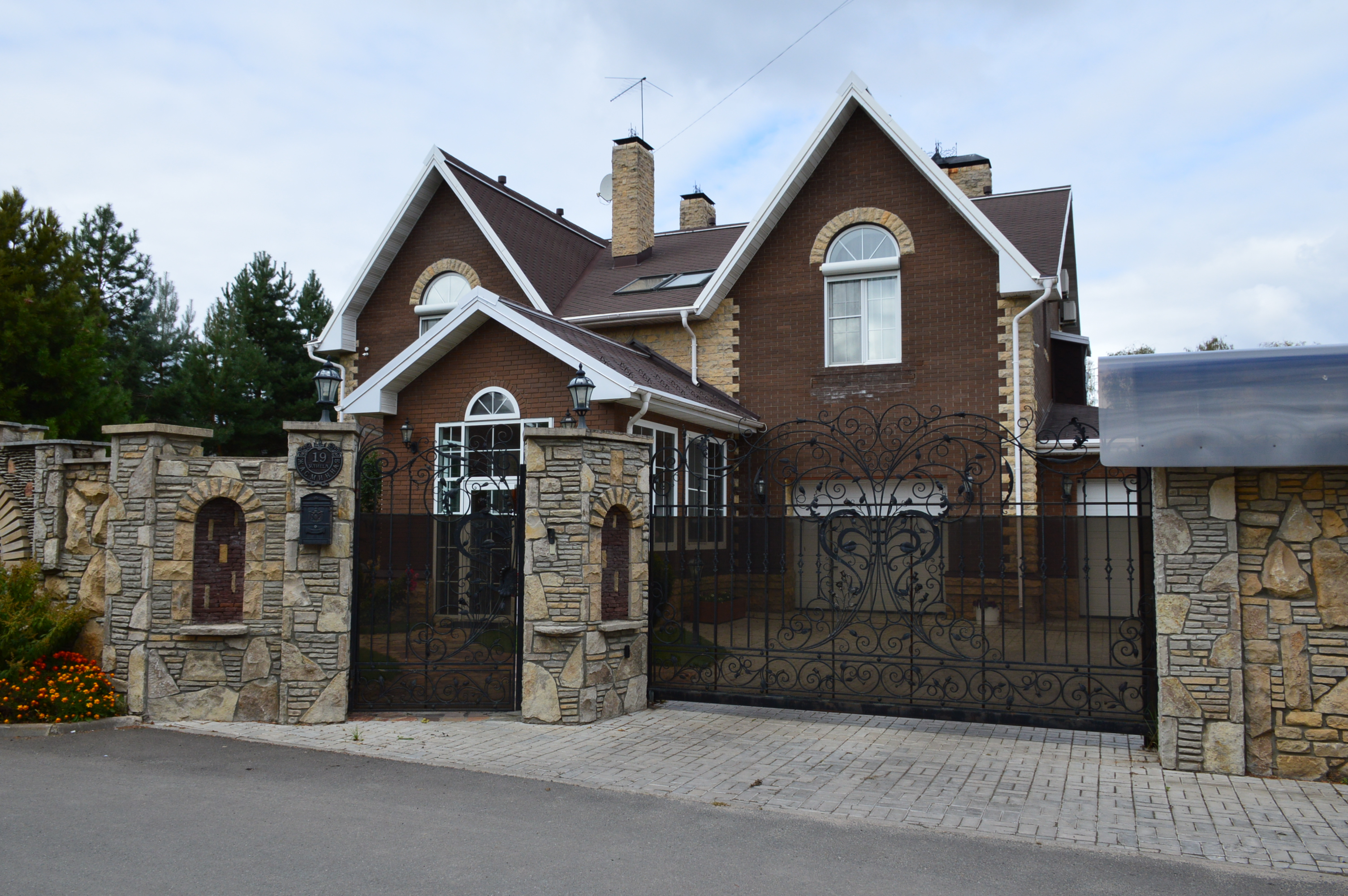
Жилой дом: ул. Жасминная, 19
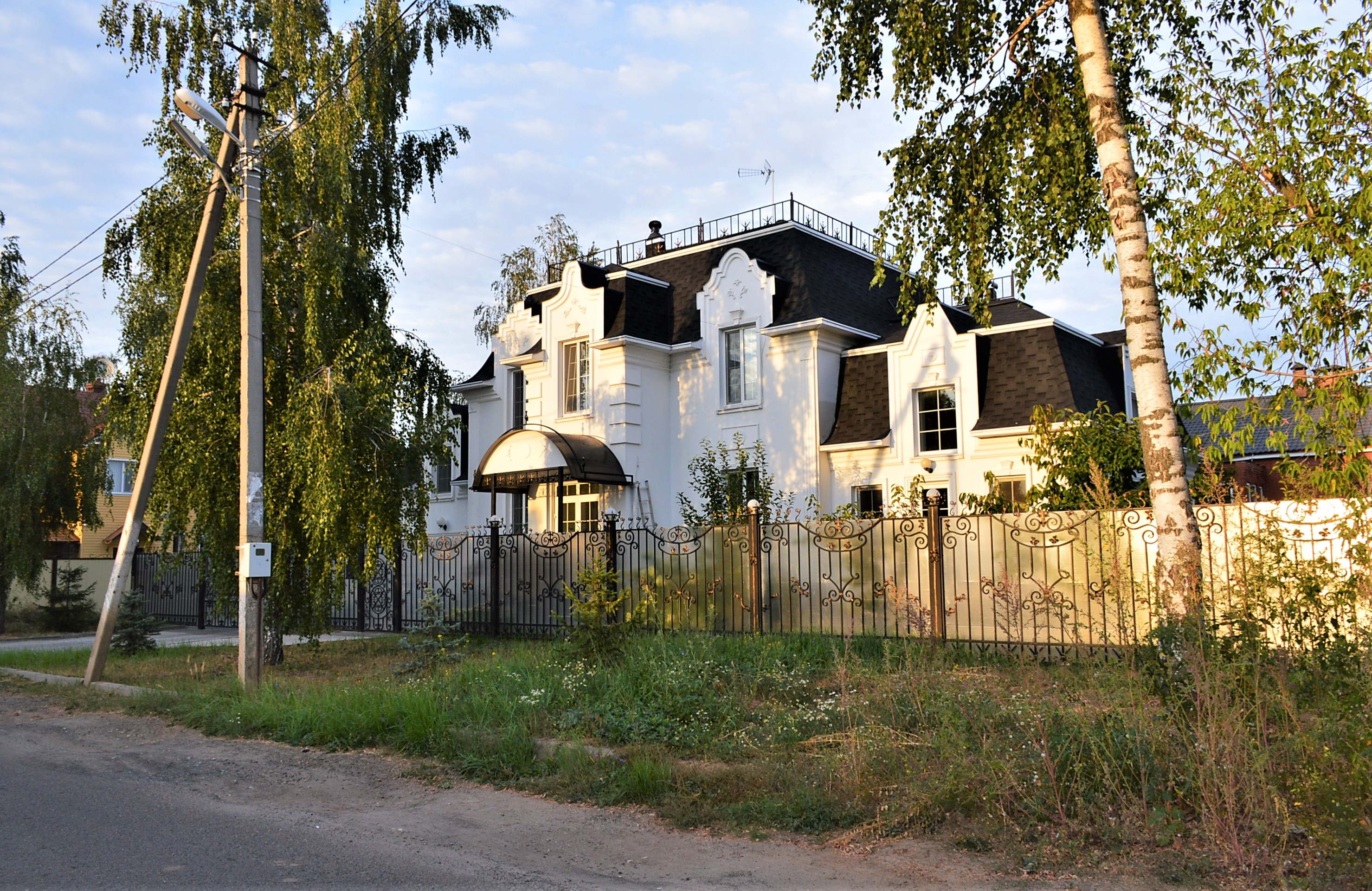
Жилой дом: ул. Клубничная, 2А
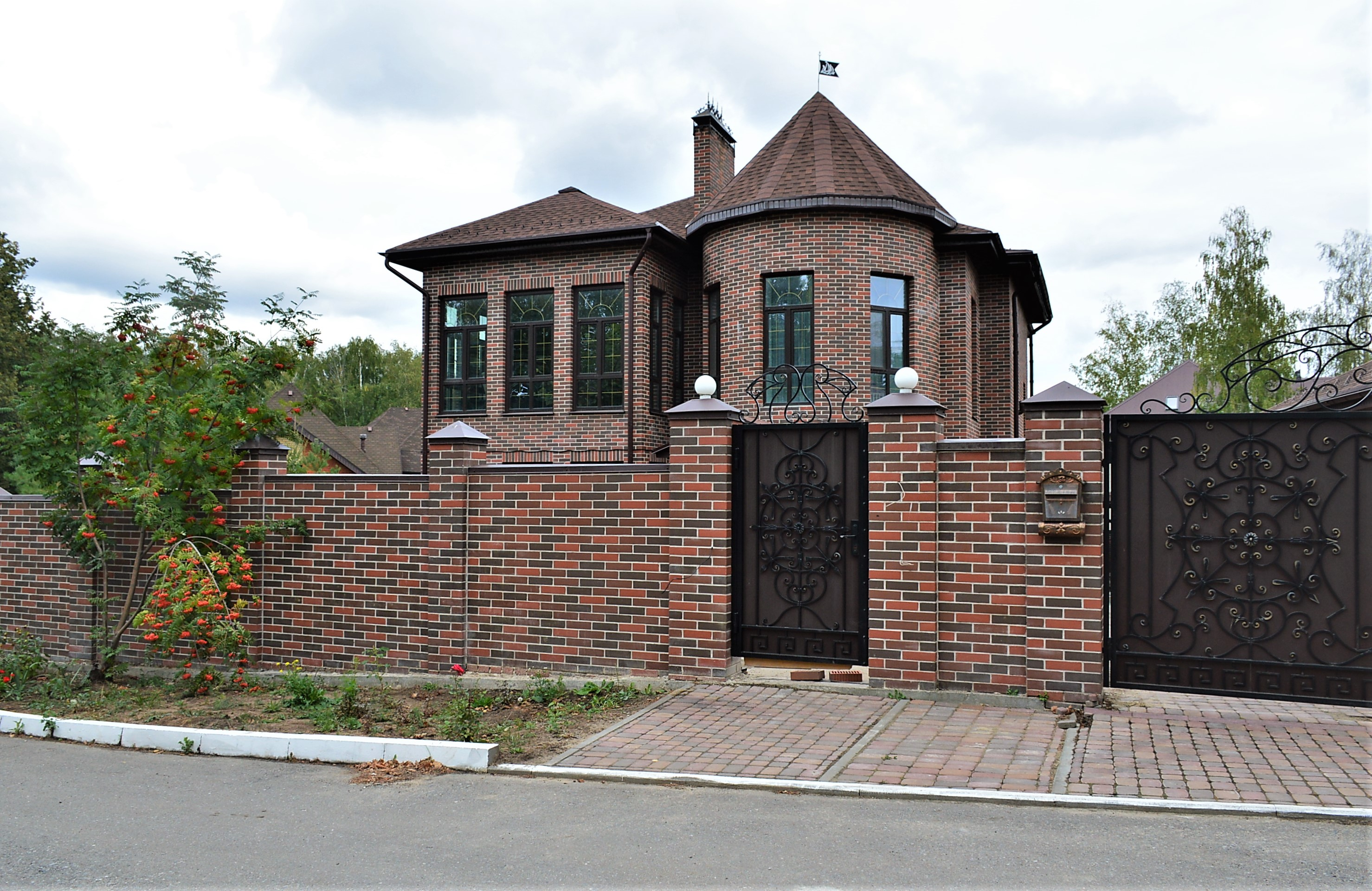
Жилой дом: ул. Кулле, 35А
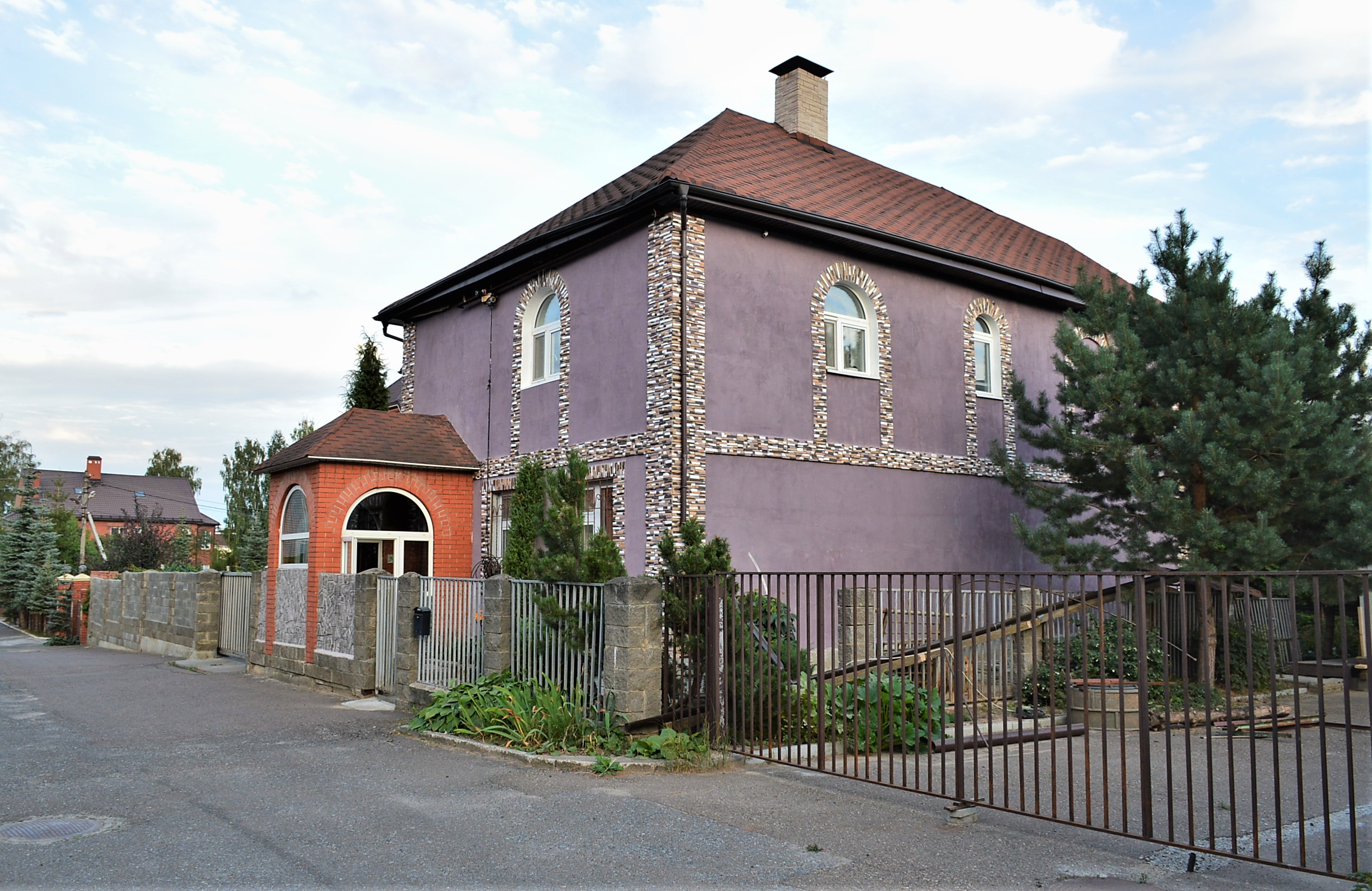
Жилой дом: ул. Ромашек, 10
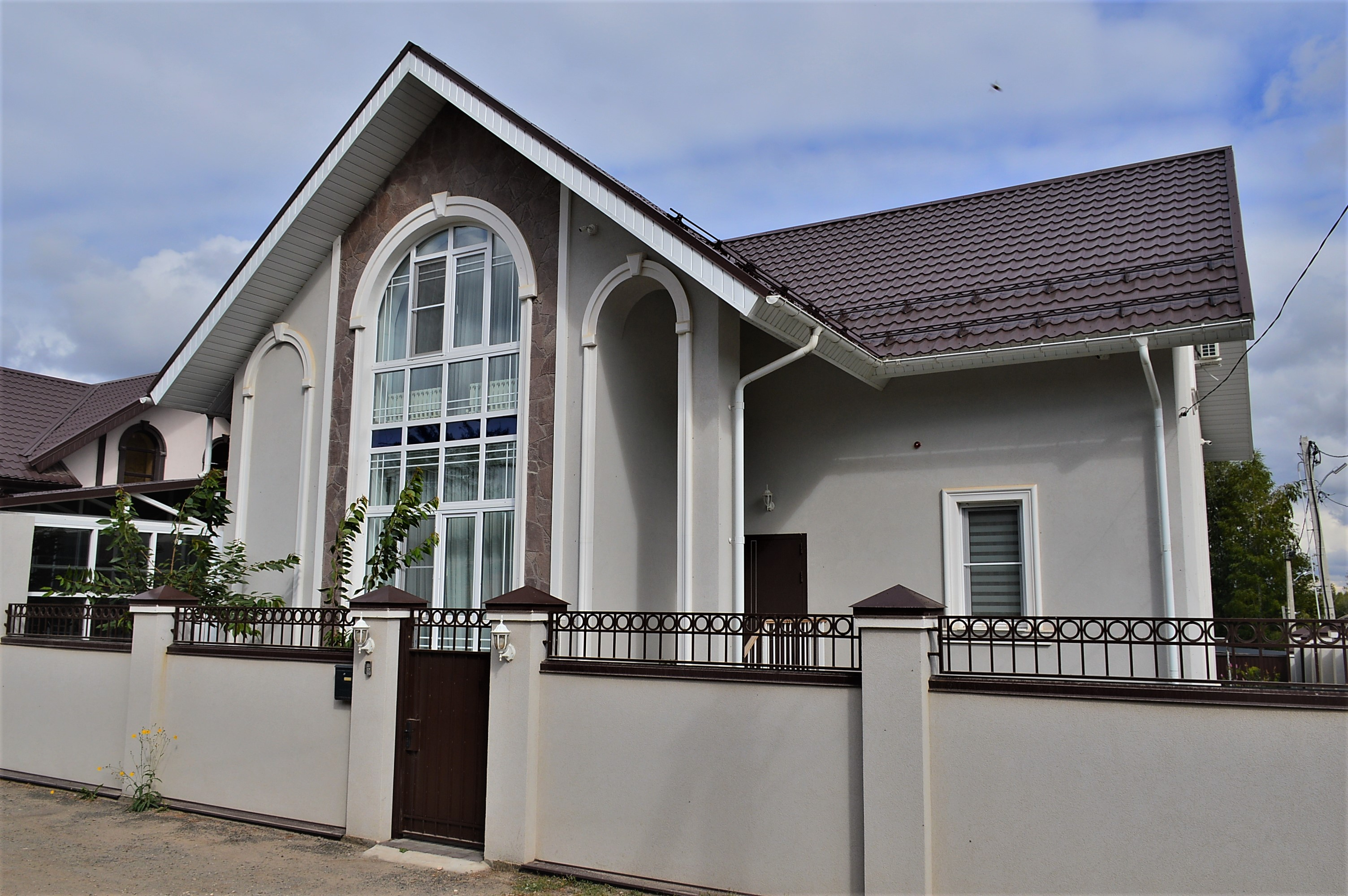
Жилой дом: ул. Славная, 3Б

## Уличная сеть
В посёлке (жилом массиве) Плодопитомник находятся дома с адресацией по 22 улицам, одна из которых является переулком.
Из всех улиц посёлка самой протяжённой является улица Листопадная (948 м). Впрочем, в Плодопитомник из соседнего посёлка Алтан заходит улица Уртак, имеющая общую длину 963 м, но её протяжённость в самом Плодопитомнике значительно короче. Самой короткой улицей Плодопитомника является улица Бакчалы (102 м).
| Список улиц посёлка Плодопитомник | Список улиц посёлка Плодопитомник | Список улиц посёлка Плодопитомник | Список улиц посёлка Плодопитомник                                          | Список улиц посёлка Плодопитомник |
| Название улицы                    | Фотоизображение                   | Вариант адресной таблички         | Документ, которым утверждено название                                      | Длина (в метрах)                  |
| --------------------------------- | --------------------------------- | --------------------------------- | -------------------------------------------------------------------------- | --------------------------------- |
| Аяза Гилязова улица               |                                   |                                   | Постановление Главы администрации г. Казани от 15 апреля 2005 года № 819   | 434                               |
| Бакчалы улица                     |                                   |                                   | Постановление Главы администрации г. Казани от 22 мая 2003 года № 797      | 102                               |
| Генерала Кобякова улица           |                                   |                                   | Постановление Главы администрации г. Казани от 22 мая 2003 года № 797      | 487                               |
| Жасминная улица                   |                                   |                                   | Постановление Главы администрации г. Казани от 18 августа 2001 года № 1754 | 383                               |
| Жимешле улица                     |                                   |                                   | Постановление Главы администрации г. Казани от 18 августа 2001 года № 1754 | 925                               |
| Загитова улица                    |                                   |                                   | Постановление Главы администрации г. Казани от 15 апреля 2005 года № 819   | 393                               |
| Игенче улица                      |                                   |                                   | Постановление Главы администрации г. Казани от 18 августа 2001 года № 1754 | 197                               |
| Кедровая улица                    |                                   |                                   | Постановление Главы администрации г. Казани от 18 августа 2001 года № 1754 | 340                               |
| Клубничная улица                  |                                   |                                   | Постановление Главы администрации г. Казани от 9 апреля 2002 года № 488    | 917                               |
| Кулле улица                       |                                   |                                   | Постановление Главы администрации г. Казани от 22 мая 2003 года № 797      | 814                               |
| Лесная улица                      |                                   |                                   | —                                                                          | 160                               |
| Липки улица                       |                                   |                                   | Постановление Главы администрации г. Казани от 15 апреля 2005 года № 819   | 434                               |
| Листопадная улица                 |                                   |                                   | Постановление Главы администрации г. Казани от 18 августа 2001 года № 1754 | 948                               |
| Раушан переулок                   |                                   |                                   | Постановление Главы администрации г. Казани от 22 мая 2003 года № 797      | 133                               |
| Раушан улица                      |                                   |                                   | Постановление Главы администрации г. Казани от 9 апреля 2002 года № 488    | 382                               |
| Роз улица                         |                                   |                                   | Постановление Главы администрации г. Казани от 22 мая 2003 года № 797      | 352                               |
| Ромашек улица                     |                                   |                                   | Постановление Главы администрации г. Казани от 18 августа 2001 года № 1754 | 273                               |
| Сиенеч улица                      |                                   |                                   | Постановление Главы администрации г. Казани от 22 мая 2003 года № 797      | 121                               |
| Славная улица                     |                                   |                                   | Постановление Главы администрации г. Казани от 9 апреля 2002 года № 488    | 738                               |
| Снежная улица                     |                                   |                                   | Постановление Главы администрации г. Казани от 22 мая 2003 года № 797      | 295                               |
| Уртак улица                       |                                   |                                   | Постановление Главы администрации г. Казани от 14 августа 2000 года № 1667 | 963                               |
| Чунтонова улица                   |                                   |                                   | Постановление Главы администрации г. Казани от 15 апреля 2005 года № 819   | 399                               |

## Храм
На территории посёлка Плодопитомник находится Дом молитвы Церкви христиан веры евангельской (пятидесятников) «Слово веры» (ул. Жасминная, 17). Строительство молитвенного дома — двухэтажного (с третьим мансардным этажом) кирпичного здания — было завершено в 2008 году, но сама религиозная организация действует на территории Казани с 1991 года.

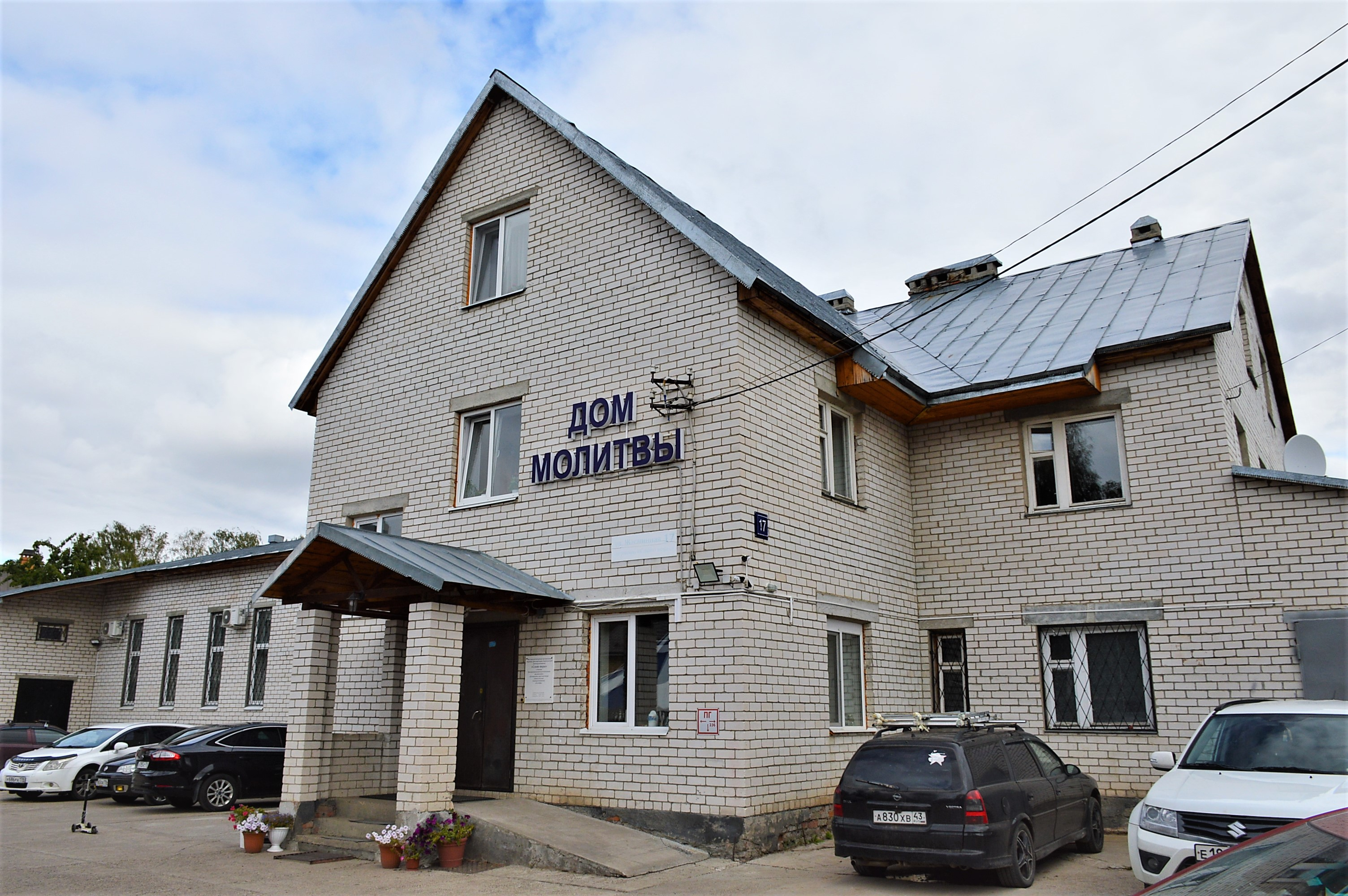
Дом молитвы Церкви христиан веры евангельской (пятидесятников) «Слово веры»: ул. Жасминная, 17
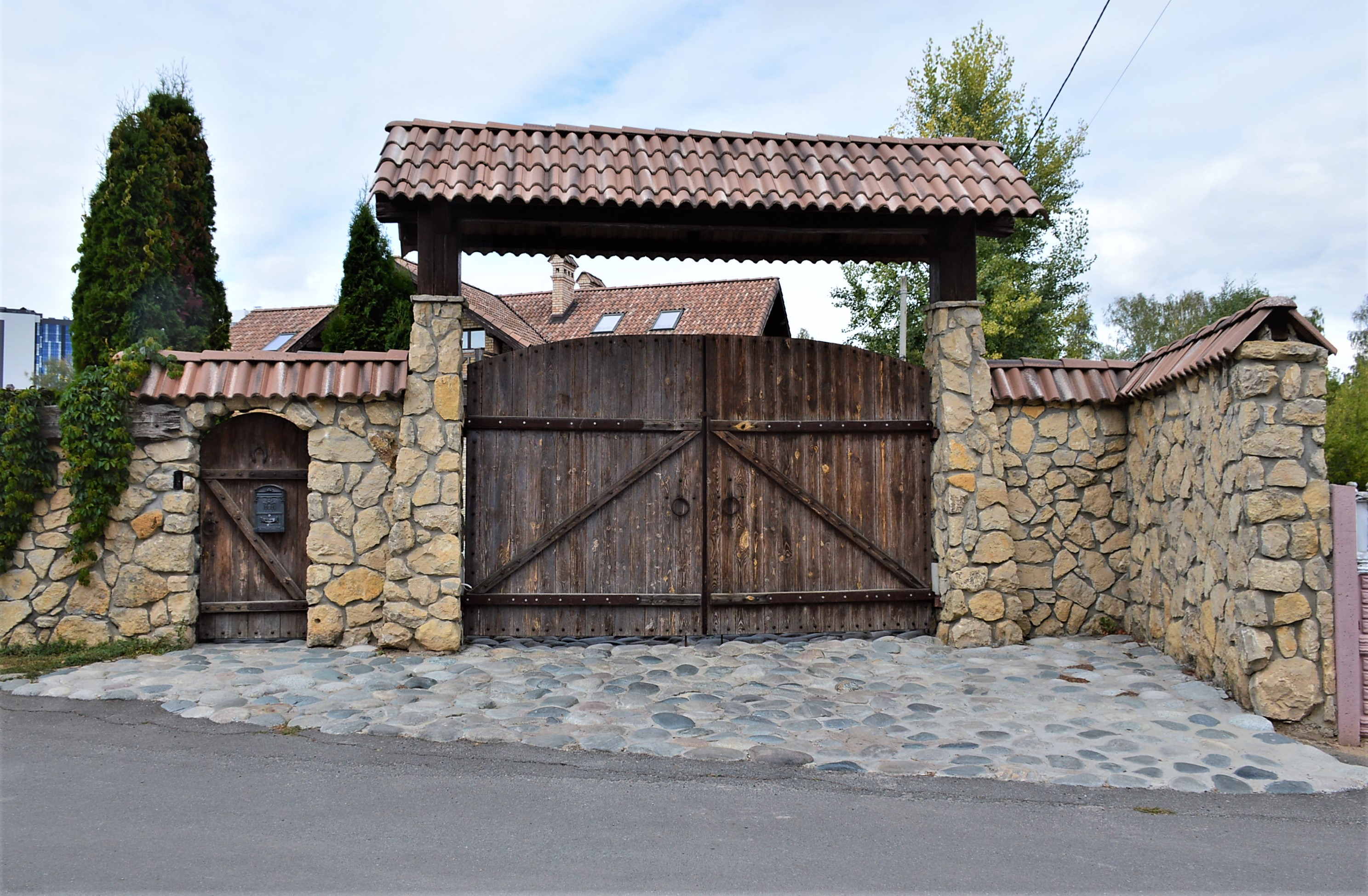
Въездные ворота домовладения: ул. Жасминная, 21
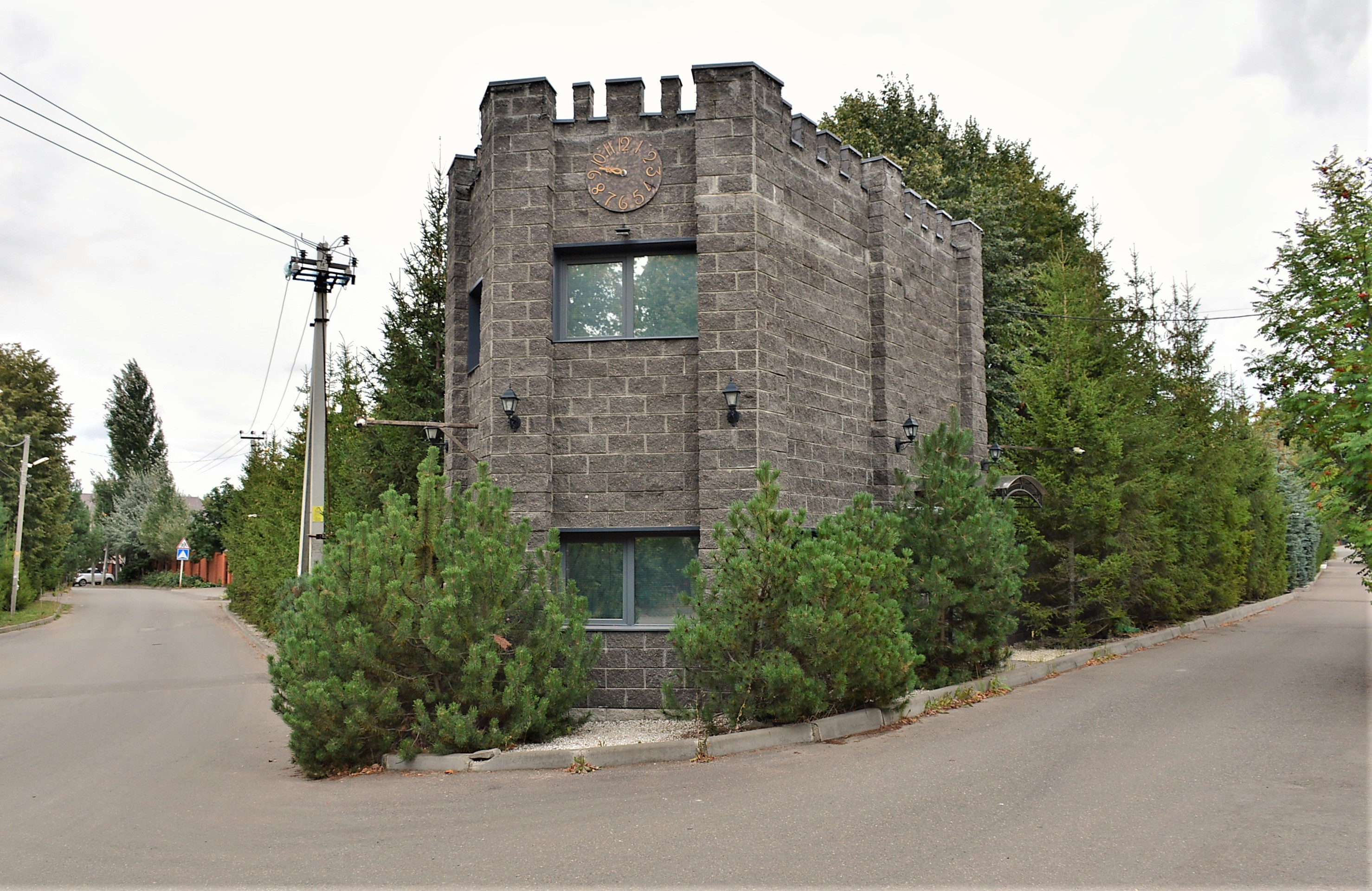
«Замок» с часами на территории домовладения: ул. Кулле, 28
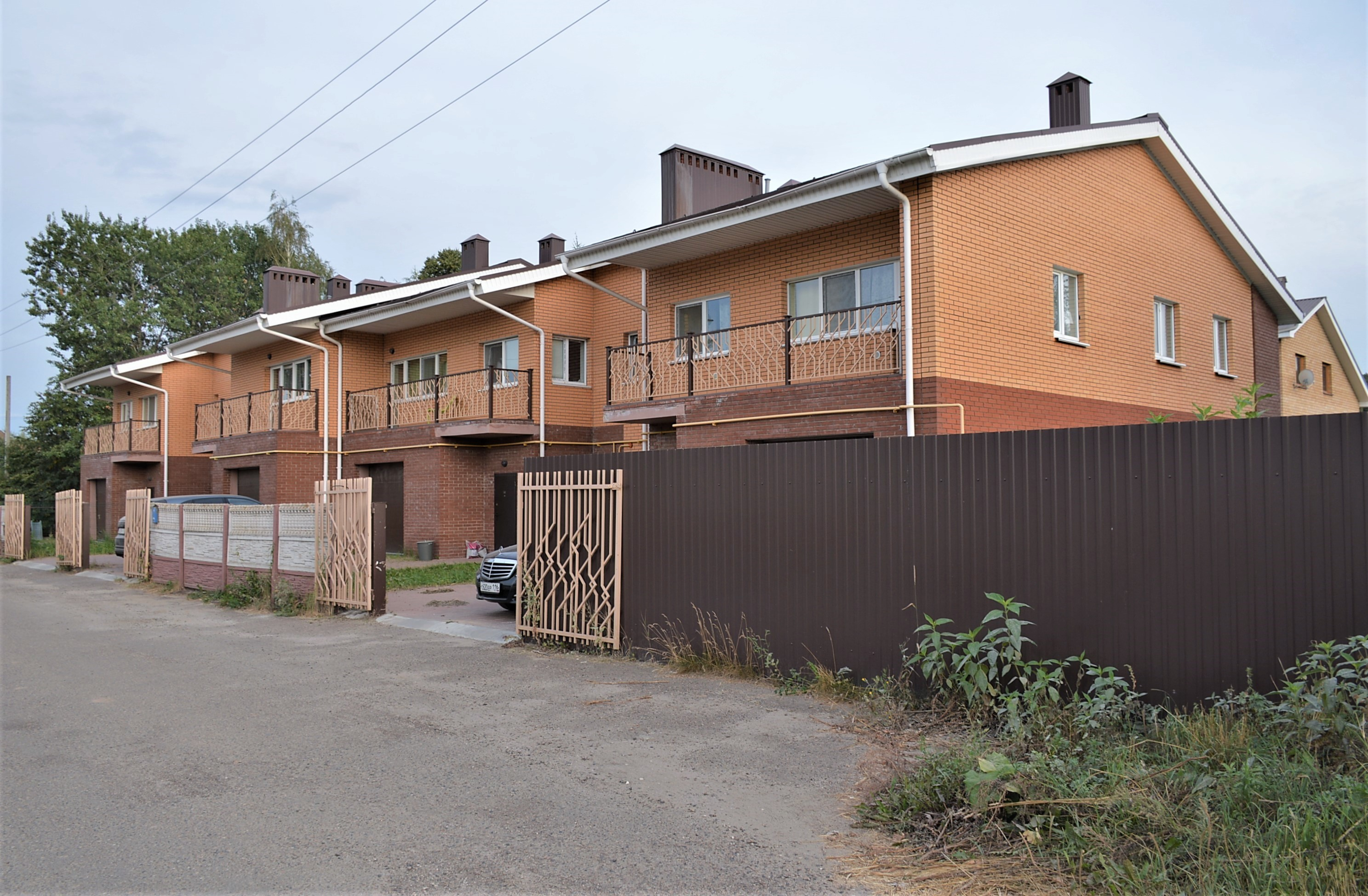
Таунхаус: ул. Генерала Кобякова, 30-32
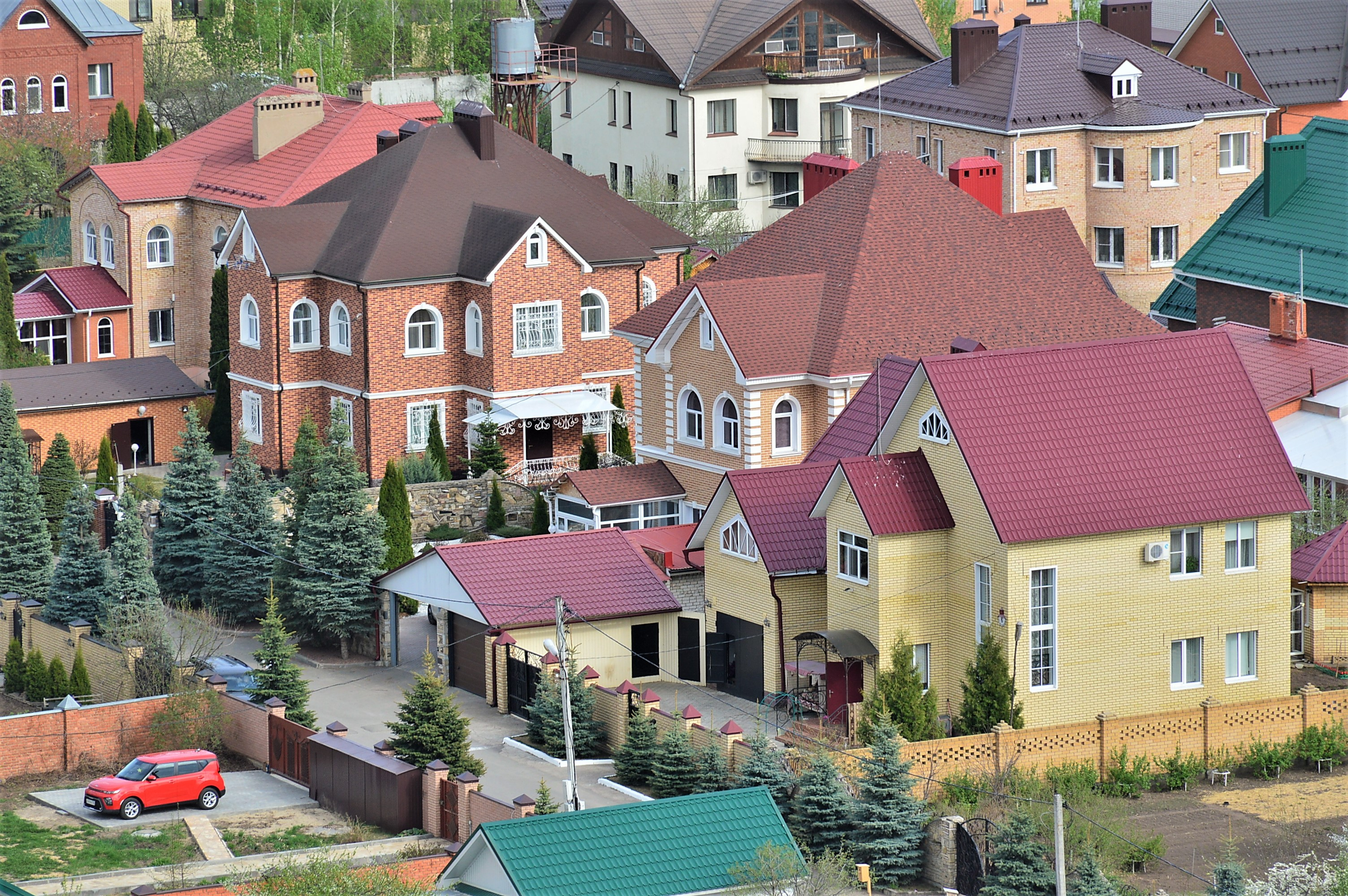
Дома на улице Жасминной